# Felsreliefs von Sarıveliler
Koordinaten: 36° 31′ 36,9″ N, 34° 0′ 35,8″ O

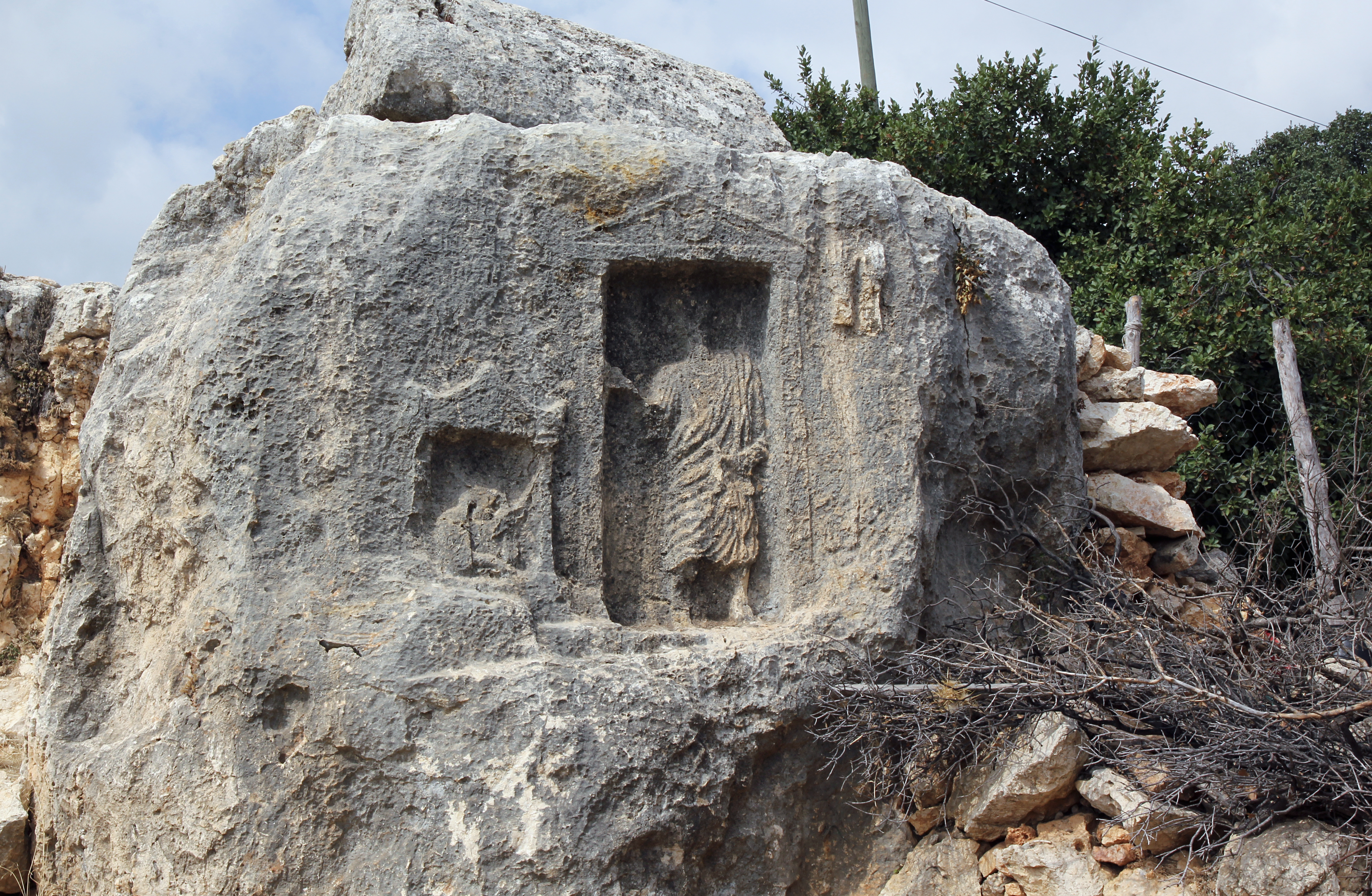
Felsreliefs

Im Weiler Sarıveliler des Dorfes Ovacık im Rauen Kilikien in der Südtürkei liegen zwei antike Felsreliefs und ein Säulenaltar.

## Lage
Die Reliefs finden sich auf dem Hof eines Hauses im Weiler Sarıveliler, etwa 2,5 Kilometer nordöstlich des Dorfes Ovacık im Landkreis Silifke der Provinz Mersin, 15 Kilometer nordöstlich von Silifke. Der Standort liegt etwa 400 Meter vom westlichen Rand des Tales Şeytan Deresi entfernt, das sich von Kızkalesi, dem antiken Korykos nach Nordwesten ins bergige Hinterland bis nach Uzuncaburç, dem alten Olba und Diokaisareia zieht. Etwa zehn Kilometer südöstlich liegen im Steilhang des Tales die Felsreliefs von Adamkayalar. Der Ort lag in hellenistischer Zeit auf dem Gebiet des Priesterstaates von Olba.

## Felsreliefs
Die beiden Reliefs sind auf einem freistehenden Felsen angebracht, in zwei Nischen finden sich rechts das Bild eines Mannes und links die kleinere Büste einer Frau. Rechts daneben ist ein Händepaar mit gespreizten Fingern ausgearbeitet, das nach Serra Durugönül, die in den 1980er Jahren die kilikischen Felsreliefs erforscht hat, ein apotropäisches Symbol darstellt. Sie sollen störende Einflüsse von dem Ort fernhalten.
Das Männerrelief hat eine Höhe von etwa einem Meter, die Nische ist von einem Naiskos aus Pilastern mit Antenkapitellen und einem Giebel eingefasst. Im Giebel ist ein liegender Halbmond dargestellt. Der stehende Mann ist über dem Chiton mit einem Mantel bekleidet, der über die Knie reicht und einen bewegten Faltenwurf zeigt. Der Kopf ist stark verwittert, der rechte Arm ist erhoben, die Hand berührt die Umrahmung. Mit der linken Hand hält er vor dem Bauch einen nicht mehr erkennbaren Gegenstand.
Das linke Bildnis ist ebenfalls von einem Naiskos eingerahmt, der hier an den Ecken und in der Mitte einfache schmückende Akrotere aufweist. Es ist eine Frau bis unterhalb der Brust abgebildet, die Figur hat eine Höhe von lediglich 40 Zentimetern, der Kopf ist nicht erhalten. Mit der rechten Hand hält sie einen Mantel, der über den Kopf gezogen war.

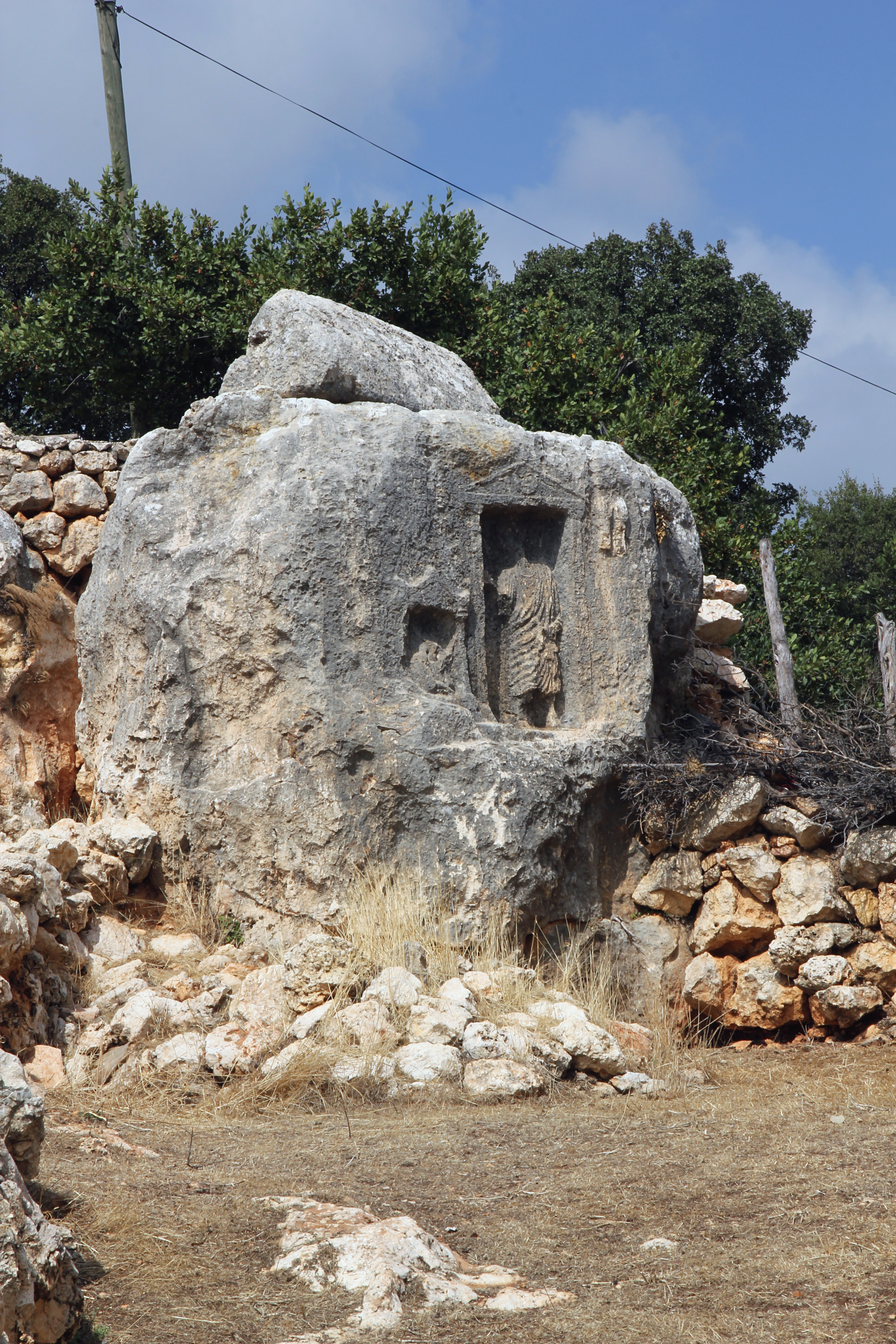
Relieffelsen
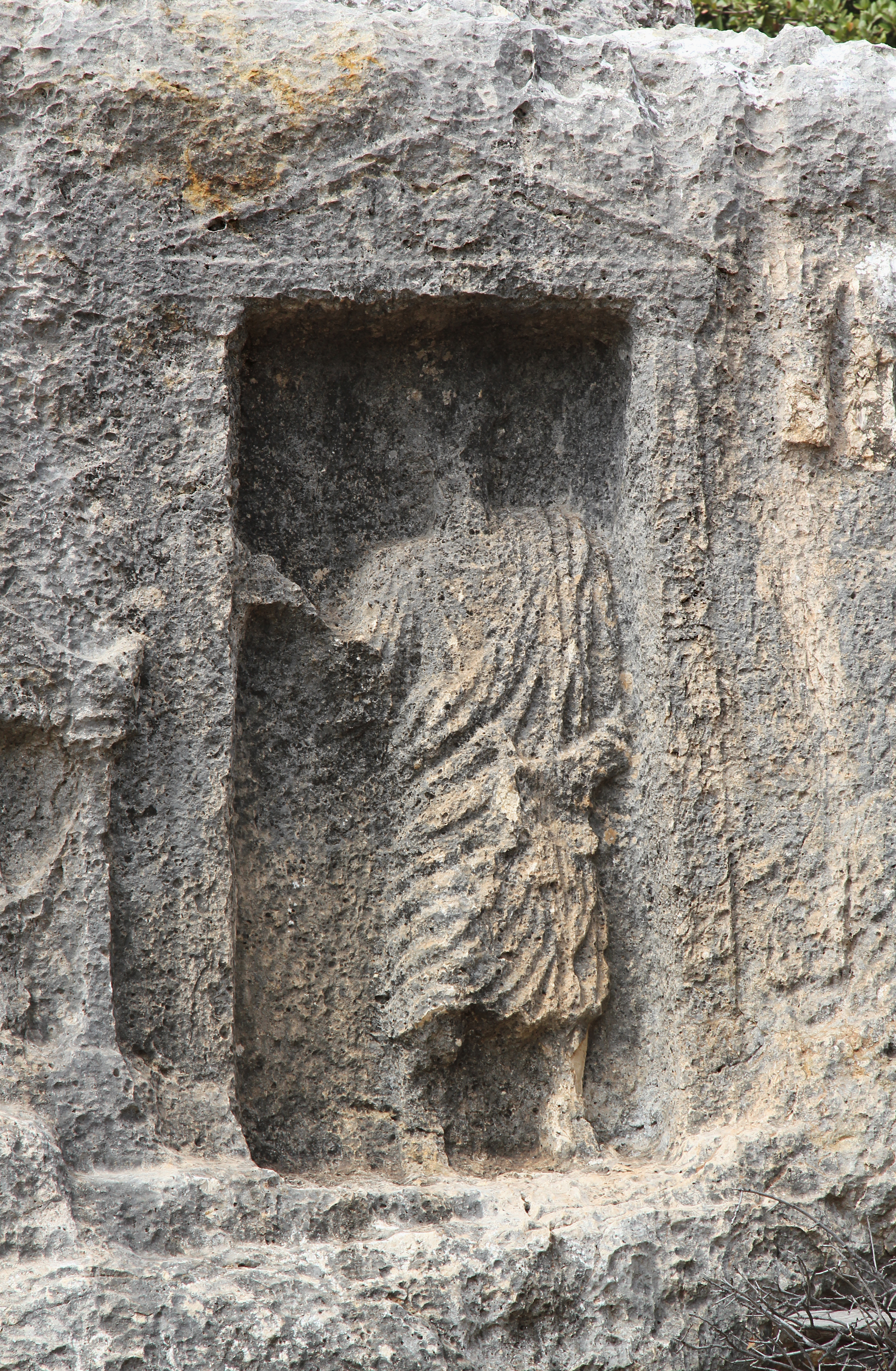
Männerbildnis
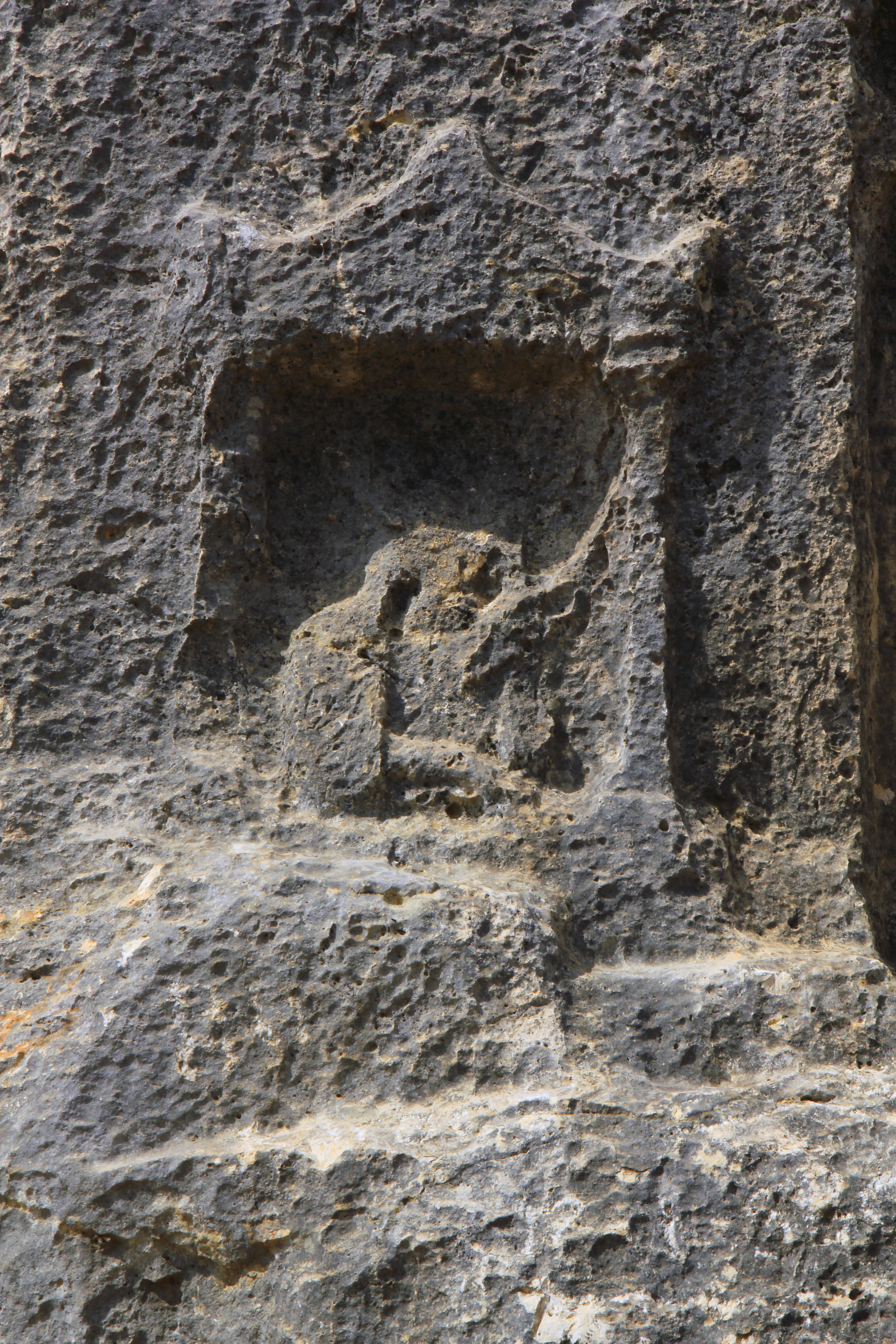
Frauenbüste
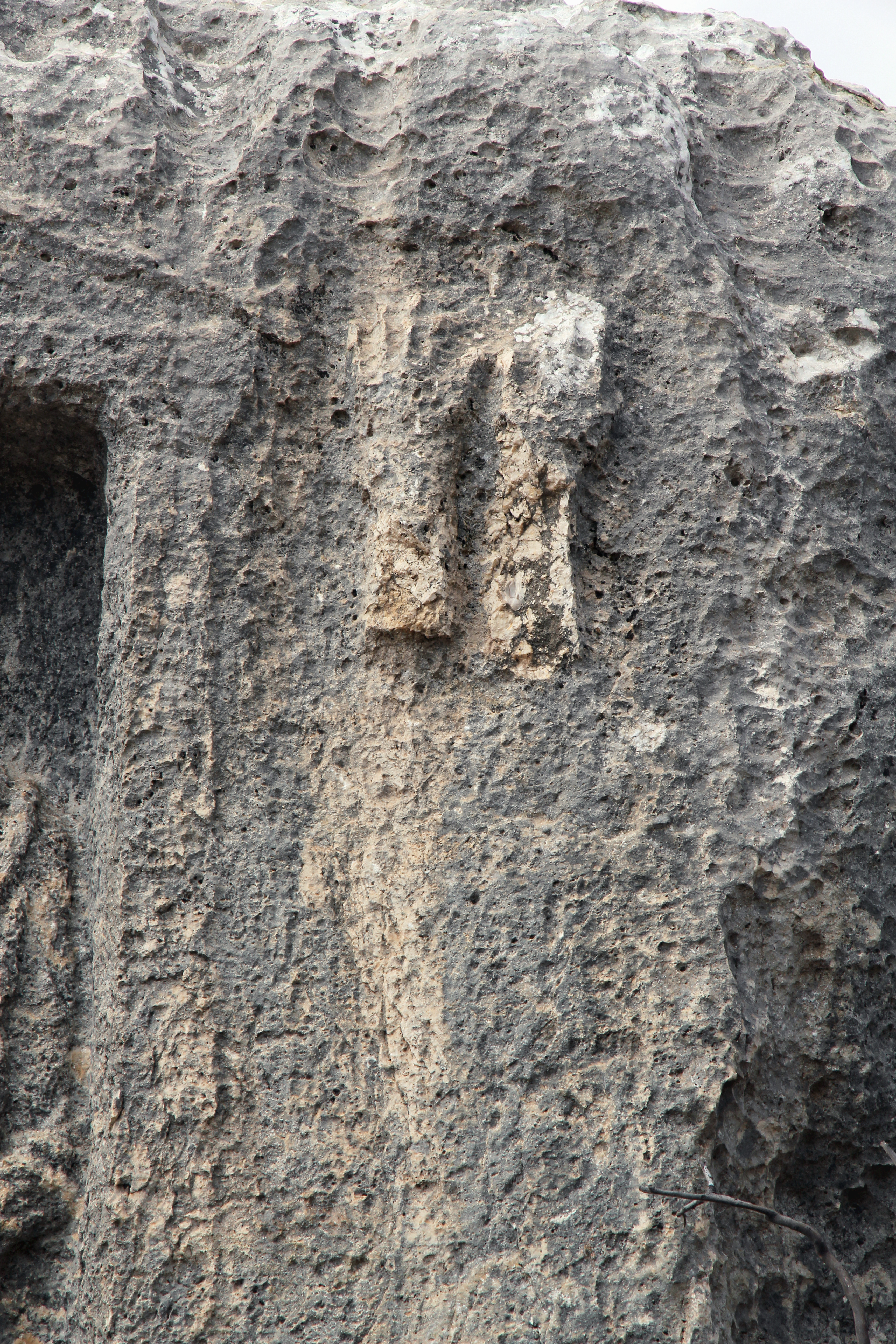
Abwehrende Hände

## Säulenaltar

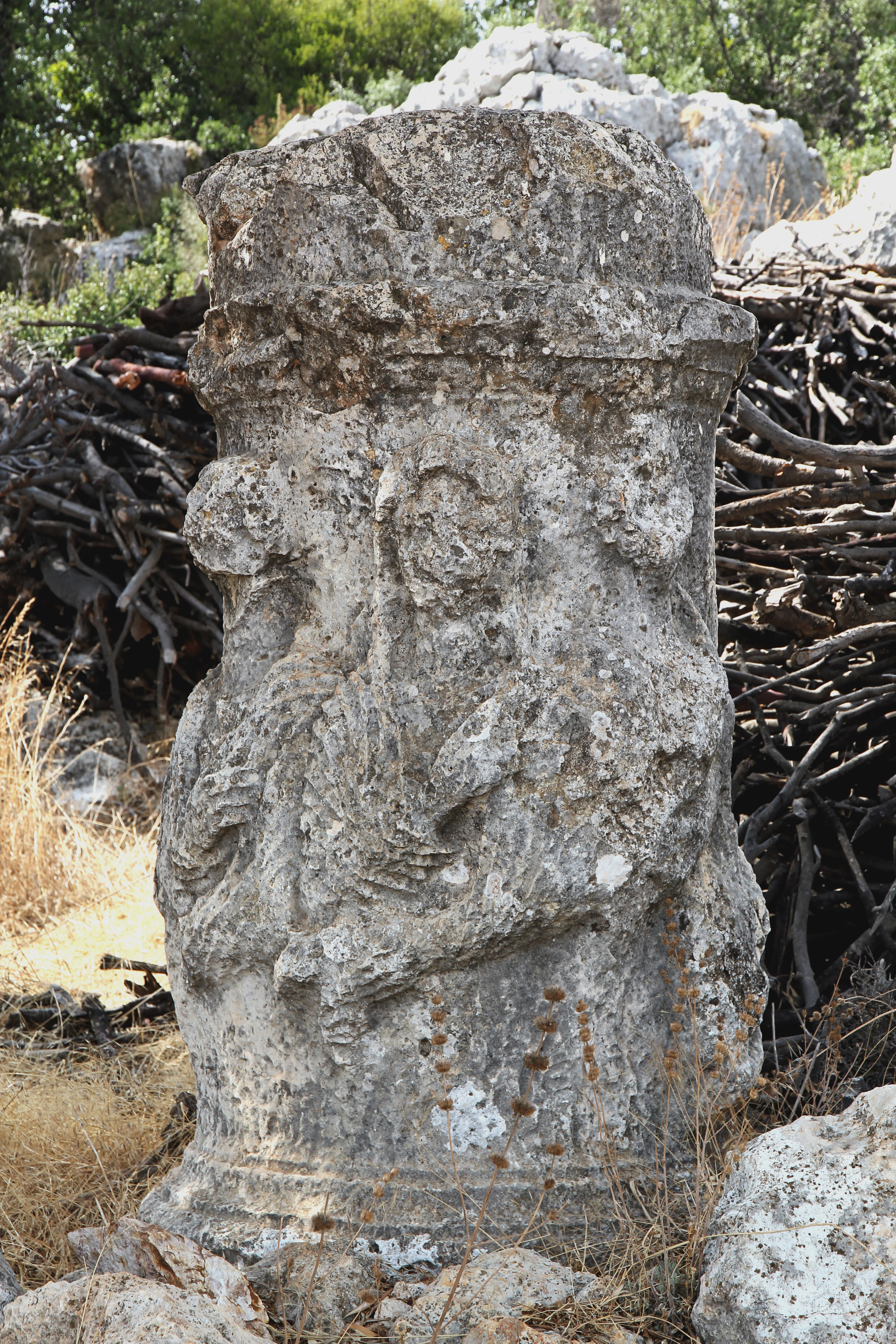
Säulenaltar

Wenige Meter von dem Reliefblock entfernt ist ein etwa einen Meter hoher Rundaltar in Säulenform aufgestellt. Die Basis der Säule bildet eine Platte mit Torus, darüber zwei Kehlen und einer Hohlkehle (Trochili). Darüber setzt die Säulentrommel mit drei Reliefbüsten an, den oberen Abschluss bildet eine Platte, zu der wiederum Profile überleiten, die allerdings aufgrund des schlechten Erhaltungszustandes nicht genauer zu beschreiben sind. Die drei Büsten zeigen links einen Mann, daneben zwei Frauen. Die rechte Frauendarstellung ist stark verwittert, die beiden anderen Gestalten halten jeweils den linken Arm vor den Bauch. Der rechte Arm des Mannes geht unter dem Mantel zur Brust, der der Frau hält den linken Mantelsaum, ihr Gewand ist über den Kopf gezogen. Die Falten der Ärmel sind bei allen Figuren ähnlich strammgezogen.
Durugönül sieht in der Art der Darstellung Einflüsse von Halbkörperbüsten aus dem 1. Jahrhundert n. Chr. aus Italien. Ein anderer, vergleichbarer Säulenaltar im Archäologischen Museum von Silifke kann durch seine Inschrift ins 2. Jahrhundert datiert werden, was somit auch für den Altar von Sarıveliler als Entstehungszeitraum angenommen werden kann.
In der unmittelbaren Umgebung liegt ein Sarkophagdeckel mit Kranzreliefs.